# Starhawk (videogioco 2012)
Starhawk è un videogioco sparatutto in terza persona sviluppato dalla LightBox Interactive e pubblicato dalla Sony Computer Entertainment esclusivamente per PlayStation 3 l'8 maggio 2012 in America Settentrionale ed il 9 maggio 2012 in Europa. È considerato il sequel del videogioco del 2007 Warhawk.